# Байич, Бранимир
Бранимир Байич (босн. Бранимир Бајић / Branimir Bajić; род. 19 октября 1979, Велика-Обарска, СР Босния и Герцеговина, СФРЮ) — боснийский футболист, скаут и тренер.

## Клубная карьера
В 1997—2000 годах выступал за боснийский клуб «Радник». В июле 2000 года перешёл в «Партизан». Первый гол забил в матче Кубка УЕФА 2001/02 против венского «Рапида» и принёс победу своей команде на 90-й минуте (1:0). В мае 2004 года продлил контракт с «Партизаном» на четыре года. Впоследствии он выиграл свой третий чемпионат с клубом в сезоне 2004/05. В феврале 2006 года перешёл в аренду на шесть месяцев в эмиратский клуб «Аль-Вахда» с опцией выкупа. По окончании аренды он вернулся в «Партизан» и регулярно выступал за эту команду в сезоне 2006/07.
В июне 2007 года перешёл в немецкий клуб «Кобленц», подписав контракт на 3 года. В июле 2009 года стал игроком клуба «Денизлиспор». Через год вернулся в Германию, подписав контракт с «Дуйсбургом». 9 мая 2018 года было объявлено, что он покинет «Дуйсбург» в конце сезона 2017/18. После сезона он объявил о завершении карьеры.

## Карьера в сборной
В августе 2004 года дебютировал за сборную Боснии и Герцеговины в товарищеском матче против сборной Франции и провел в общей сложности 21 матч за национальную команду. Его последним международным матчем стал товарищеский матч против сборной Болгарии в августе 2008 года.
В сентябре 2008 года выразил недовольство атмосферой в национальной сборной после прихода Мирослава Блажевича. Пару дней спустя в Байич отрицал, что давал интервью и объявил об уходе из сборной.